# 2000년
2000년은 토요일로 시작하는 윤년이며, 20세기와 제2천년기의 마지막 해이다.

## 사건
- 1월 1일 - 새로운 밀레니엄을 맞이하는 축제가 전세계에 걸쳐 열렸으나, 제2천년기와 20세기는 2000년 12월 31일 24시 00분 00초에 종료되었다.
- 1월 5일 - 하나로통신에서 무료 인터넷 전화를 처음으로 서비스 개시했다.
- 1월 10일 - 미디어 그룹 타임 워너와 아메리카 온라인이 합병을 선언했다.
- 1월 20일
  - 버스카드의 이용 범위가 서울 지하철로 확대되면서 본격적인 교통카드 기능을 개시했다.[1]
  - 불법자금 수수 의혹을 받던 독일 기독교민주연합 재정담당관 볼프강 휠러가 자살했다. 이로 인해 헬무트 콜 명예총재가 자리에서 물러났다.[2]
- 1월 22일
  - 대구 신남네거리 지하철 공사 현장 붕괴 사고가 발생했다.[3] 이로 인해 3명이 사망하고, 대구 지하철 2호선의 공사가 전면 임시 중단됐다.
  - 2000년 선수협 파동 사건이 발생했다.
- 1월 30일 - 민주노동당 창당.
- 1월 31일 - 주식회사 삼진방송이 주식회사 SBC로 변경되었다.
- 2월 11일 - 영국 정부, 북아일랜드 자치권 회수 및 직접 통치 개시.
- 2월 15일 - 윈도우 2000 출시.
- 3월 18일 - 중화민국 총통 선거에서 천수이볜 당선.
- 3월 26일 - 러시아 대통령 선거에서 블라디미르 푸틴 당선.
- 4월 5일 - 모리 요시로가 일본 내각총리대신이 되었다.
- 4월 7일 ~ 4월 15일 - 대한민국 동해안 산불
- 4월 12일 - 연쇄살인 사건을 일으켰던 정두영이 경찰에 체포되다.
- 4월 18일 - 대한민국의 야구선수 임수혁이 롯데 자이언츠VS LG트윈스의 경기에서 2회초 2루로 진루하다 심정부정맥으로 쓰러지다.
- 5월 14일 - 오부치 게이조 일본 총리, 뇌경색으로 사망.
- 6월 13일 - 남북 정상 회담 개최 (~6월 15일)
- 6월 25일 - 한국전쟁 50주기
- 7월 1일 - 대한민국, 의약 분업 본격 시행.
- 7월 16일 - 동아시아에서 개기월식이 관측되었다.
- 7월 25일 - 에어프랑스 4590편 추락 사고 발생.
- 8월 12일 - 러시아 해군 소속 핵잠수함 쿠르스크호가 바렌츠해에서 침몰. 승무원 118명 전원 사망.
- 8월 15일 - 대한민국과 조선민주주의인민공화국, 남북한 이산가족 200명 서울과 평양에서 반세기만에 혈육 상봉하였다.
- 8월 23일 - 태풍 프라피룬이 대한민국에 상륙.
- 9월 5일 - 투발루, 유엔 가입.
- 9월 25일 - 산마리노와 대한민국이 수교하였다.
- 9월 28일 - 대한민국 정부, 대북 식량 차관 제공안 공식 발표.
- 10월 4일 - 유고슬라비아의 슬로보단 밀로셰비치 정권이 붕괴.
- 10월 5일 - 에티오피아 마지막 황제 하일레 셀라시에 1세가 에티오피아 정교회에 의해 장례식을 치르다.
- 10월 12일 미국의 군함인 USS 콜함이 알카에다의 보트로 인해 자살테러를 당했다.
- 10월 14일 - 미국 오리건 주립대학교 연구팀, 첫 영장류 복제원숭이 ‘테트라’ 탄생시킴.
- 10월 16일 - 대한민국과 미국, 적정 수준의 미사일 개발에 원칙적 합의, 사거리 300km 미사일 생산 가능.
- 10월 20일 - 대한민국 서울에서 2000년 서울 아시아·유럽 정상회의 개최 (~10월 21일)
- 10월 31일 - 싱가포르 항공 006편이 대만 타오위안 공항에서 이륙하던 도중 공사 차량과 부딪혀서 많은 사상자가 나옴.
- 11월 1일 - 세르비아 몬테네그로, 유엔 가입.
- 11월 5일 - 일본 고고학자 후지무라 신이치가 유물을 날조하여 일본의 선사시대 연대를 70만년 전으로 조작했음이 밝혀졌다.
- 11월 7일 - 미국 대통령 선거에서 공화당의 조지 W. 부시 후보가 민주당의 앨 고어 후보를 누르고 승리. 최종 결과는 1개월 뒤 플로리다의 법원에 의해 결정됨.
- 11월 11일 - 오스트리아, 오스트리아의 스키 휴양지 키츠슈타인호른 빙하 근처 터널을 통과하던 산악열차에서 발생한 화재로 172명 사망.
- 12월 31일
  - 20세기와 제2천년기의 마지막 날.
  - 세타가야 일가족 살인사건이 발생했다.

## 문화
- 1월 1일 - KBS 제3라디오가 AM 방송으로 개국했다.
- 1월 10일 - 명탐정 코난 1기가 KBS 2TV를 통해 첫 방영되다.
- 1월 23일 - 2000년 골든글러브 시상식. <아메리칸 뷰티>가 최우수 극영화상과 감독상, 각본상 부문에서 수상했다.[4]
- 1월 24일 - KBS 1TV의 오후 방송 시작시간이 오후 5시에서 오후 4시 5분으로 변경.
- 2월 6일 - 애니메이션 난다 난다 니얀다가 일본의 TV 아사히를 통해 첫 방영되다.
- 2월 17일 - 윈도우 2000이 출시되다.
- 2월 29일 - 서울 지하철 7호선 온수 ~ 신풍 구간 개통.
- 3월 3일 - EBS 1TV의 방귀대장 뿡뿡이 첫 방송.
- 3월 6일 - KBS 2TV 어린이 드라마 요정 컴미 첫 방송.
- 3월 31일 - 프로 야구팀 SK 와이번스 창단.
- 4월 1일 - 수도권 전철 노선 통합. 이날부터 철도청 소속 국철 노선들은 모두 서울 지하철 노선명을 따르게 된다.
- 4월 17일 - SBS의 마법의 섬 띠또띠또 첫 방송.
- 5월 1일 - KBS 인간극장 첫방송.
- 5월 2일 - KBS 1TV의 피플 세상속으로 첫 방송.
- 5월 3일 - 부산가톨릭평화방송 FM 라디오 방송 개국.
- 5월 5일 - KBS 1TV의 VJ 특공대 첫 방송.
- 5월 18일 - 1세대 아이돌 그룹 젝스키스가 해체했다.
- 5월 21일
  - 대한극장 철거 후, 2001년 12월 17일 멀티플렉스 극장으로 재관. 대한극장은 국내 최초의 대형 상영관이다.
  - 주러시아 미국 대사관이 착공 15년 만에 완공되다.
- 6월 1일 - 대한민국 요리전문채널 채널F(現 tvN STORY)개국
- 6월 10일 - 유로 2000 대회 개막. (~ 7월 2일)
- 7월 2일 - 대한민국의 시외전화 지역번호가 16개 광역 지방자치단체 단위로 통합되었다.
- 7월 4일 - 대한민국에서 국어의 로마자 표기법이 개정되다.
- 7월 6일 - 2006년 FIFA 월드컵 개최국으로 독일이 선정되었다.
- 7월 24일 - KBS 2TV에서 수수께끼 블루 첫 방송.
- 8월 1일 - 서울 지하철 7호선 완전 개통(신풍 ~ 건대입구 구간).
- 8월 7일 - 서울 지하철 6호선 봉화산 ~ 상월곡 구간 개통.
- 8월 14일 - 경의선 탄현역 개통.
- 8월 18일 - 조선민주주의인민공화국 조선국립교향악단, 사상 첫 남북 클래식 합동음악회 갖기 위해 서울 도착.
- 8월 20일 - 조선민주주의인민공화국 조선국립교향악단 첫 서울 공연.
- 8월 29일 - 서태지 컴백 정규6집
- 9월 10일 - 제27회 시드니 올림픽 개막식에서 대한민국와 조선민주주의인민공화국 동시입장 합의 발표.
- 9월 15일 ~ 10월 1일 - 호주 시드니에서 2000년 하계 올림픽이 개최되었다.
- 9월 17일 - 중국 충칭의 대한민국 임시정부 청사, 복원 마치고 개관.
- 9월 18일 - 임진각에서 분단으로 끊어진 경의선 연결공사 기공식 열림.
- 9월 19일 - 시드니올림픽 여자양궁 개인전에서 윤미진, 김남순, 김수녕 금-은-동 수상.
- 9월 27일 - 뇌과학연구사업단 이수영 교수팀 세계 3번째로 음성인식 반도체 칩 개발.
- 9월 28일 - 태권도 정재은, 시드니올림픽서 정식종목 채택 후 첫 금메달.
- 10월 1일 - 충북선 청주공항역 개통되었다.
- 10월 6일 - KBS 1TV에서 VJ특공대를 마지막 방송을 하다.
- 10월 7일 - EBS 1TV의 모여라 딩동댕 첫 방송.
- 10월 13일
  - VJ특공대가 가을개편에 따라 KBS 1TV에서 KBS 2TV로 이동했다.
  - 대한민국 김대중 대통령이 노벨 평화상 수상자로 선정되다
- 11월 7일 - KBO 리그 KBO 한국시리즈 7차전에서 현대 유니콘스가 두산 베어스를 6대 2로 꺾고 시리즈 전적 4승 3패로 1998년 이후 2년만에 통산 2번째 우승을 달성하였다.
- 11월 10일 - 서해안고속도로 서해대교가 개통하였다.
- 11월 14일 - 정선선 마지막 비둘기호 열차가 마지막 운행을 끝으로 비둘기호가 퇴역하였다.
- 11월 15일 - 대한민국, 2001학년도 대학수학능력시험을 실시하다.
- 11월 20일 - 인천국제공항고속도로 개통.
- 12월 8일 - 대전가톨릭평화방송 FM 라디오 방송 개국.
- 12월 15일 -
  - IMT-2000 사업자로 SK텔레콤과 KT가 선정됨.
  - 서울 지하철 6호선 전 구간(응암순환 ~ 상월곡) 개통 및 이태원 ~ 약수 구간 무정차 통과.
- 12월 23일 - 극동방송 표준FM 개국하였다.(주파수 FM 106.9MHz) (호출부호 및 출력 : HLKX-SFM 5KW)
- 12월 30일 - 중화인민공화국 항저우 샤오산 국제공항 개항.
- 위키백과의 전신인 누피디어가 만들어짐.

## 인구
| 세계의 인구  | 세계의 인구   | 세계의 인구   | 세계의 인구  | 세계의 인구 | 세계의 인구   | 세계의 인구  | 세계의 인구 |
|              | 2000년        | 1995년        | 1995년       | 1995년      | 2005년        | 2005년       | 2005년      |
| ------------ | ------------- | ------------- | ------------ | ----------- | ------------- | ------------ | ----------- |
| 세계         | 6,070,581,000 | 5,674,380,000 | +396,201,000 | +6.98%      | 6,453,628,000 | +383,047,000 | +6.31%      |
| 아프리카     | 795,671,000   | 707,462,000   | +88,209,000  | +12.47%     | 887,964,000   | +92,293,000  | +11.60%     |
| 아시아       | 3,679,737,000 | 3,430,052,000 | +249,685,000 | +7.28%      | 3,917,508,000 | +237,771,000 | +6.46%      |
| 유럽         | 727,986,000   | 727,405,000   | +581,000     | +0.08%      | 724,722,000   | −3,264,000   | −0.45%      |
| 라틴아메리카 | 520,229,000   | 481,099,000   | +39,130,000  | +8.13%      | 558,281,000   | +38,052,000  | +7.31%      |
| 북아메리카   | 315,915,000   | 299,438,000   | +16,477,000  | +5.50%      | 332,156,000   | +16,241,000  | +5.14%      |
| 오세아니아   | 31,043,000    | 28,924,000    | +2,119,000   | +7.33%      | 32,998,000    | +1,955,000   | +6.30%      |

## 탄생

### 1월
- 1월 1일
  - 미국의 래퍼 아이스 스파이스.
  - 대한민국의 아나운서 이예원.
  - 대한민국의 가수 김경민.
  - 대한민국의 래퍼, 음악 프로듀서 최래성.
  - 대한민국의 뮤지컬 배우 전호준.
  - 대한민국의 사격 선수 임하나.
  - 오스트레일리아의 피겨스케이팅 선수 예카테리나 알렉산드롭스카야. (~2020년)
- 1월 2일
  - 대한민국의 가수 김솔.
  - 대한민국의 가수 예빛.
- 1월 3일
  - 대한민국의 야구 선수 김기훈.
  - 대한민국의 야구 선수 이명기.
  - 대한민국의 피겨스케이팅 선수 김나현.
- 1월 4일 - 대한민국의 야구 선수 백승우.
- 1월 5일 - 일본의 배우 마시코 아츠키.
- 1월 6일
  - 대한민국의 가수 권은빈 (CLC).
  - 중화민국의 가수 슈화 ((여자)아이들).
  - 독일의 축구 선수 얀피에테 아르프.
- 1월 7일
  - 대한민국의 유도 선수 김하윤.
  - 대한민국의 가수 이준희.
  - 대한민국의 가수 세이 (위키미키).
- 1월 8일 - 미국의 가수 노아 사이러스.
- 1월 9일
  - 대한민국의 가수 지훈 (TRCNG).
  - 대한민국의 축구 선수 김민준.
- 1월 10일
  - 대한민국의 배우 김소희.
  - 일본의 가수 스가와라 마야.
- 1월 11일
  - 대한민국의 가수 이석철 (더 이스트라이트).
  - 대한민국의 가수 이채연 (IZ*ONE).
- 1월 12일
  - 대한민국의 리그 오브 레전드 프로게이머 에스퍼.
  - 네덜란드의 축구 선수 스벤 보트만.
  - 브라질의 축구 선수 밥신.
- 1월 13일 - 대한민국의 야구 선수 김진욱.
- 1월 14일
  - 대한민국의 가수 제린.
  - 캐나다의 축구 선수 조너선 데이비드.
  - 중화인민공화국의 바둑 기사 셰커.
- 1월 15일
  - 대한민국의 가수 겸 배우 수현 (Billlie).
  - 대한민국의 성우 한혜원.
- 1월 16일 - 대한민국의 축구 선수 최승훈.
- 1월 17일
  - 대한민국의 래퍼 찬희 (SF9).
  - 대한민국의 야구 선수 정은원.
- 1월 18일 - 대한민국의 모델 윤준협.
- 1월 19일
  - 대한민국의 피겨 스케이팅 선수 최다빈.
  - 일본의 가수 마츠오카 하나.
  - 일본의 배우 이토 아사히.
  - 대한민국의 축구 선수 이상혁.
- 1월 20일 - 에티오피아의 육상 선수 셀레몬 바레가.
- 1월 21일
  - 대한민국의 배우 이민재.
  - 대한민국의 가수 라온.
- 1월 22일 - 대한민국의 가수 이서연. (프로미스나인).
- 1월 23일 - 대한민국의 래퍼, 싱어송라이터 머드 더 스튜던트.
- 1월 24일
  - 대한민국의 가수 기욱.
  - 대한민국의 가수 이한울.
- 1월 25일
  - 대한민국의 배우 노윤서.
  - 대한민국의 축구 선수 김민성.
  - 벨기에의 자전거 경주 선수 렘코 에베네풀.
  - 남아프리카공화국의 배드민턴 선수 요하니타 스콜츠.
- 1월 26일
  - 스페인의 배우 에스테르 엑스포시토.
  - 대한민국의 가수 서령. (공원소녀)
  - 대한민국의 가수 안솜이. (다이아)
- 1월 27일
  - 대한민국의 가수 오예린.
  - 대한민국의 배드민턴 선수 이유림.
- 1월 28일 - 세르비아의 축구 선수 두샨 블라호비치.
- 1월 29일 - 대한민국의 가수 다비.
- 1월 30일
  - 대한민국의 야구 선수 최인호.
  - 대한민국의 야구 선수 오영수.
  - 말레이시아의 배드민턴 선수 고진웨이.
- 1월 31일
  - 대한민국의 수영 선수 한다경.
  - 아르헨티나의 축구 선수 훌리안 알바레스.
  - 브라질의 유도 선수 윌리앙 리마.

### 2월
- 2월 1일
  - 대한민국의 가수 한이서.
  - 콩고 민주 공화국의 방송인 조나단 욤비.
- 2월 2일 - 대한민국의 가수 이풀잎.
- 2월 3일 - 대한민국의 야구 선수 송대현.
- 2월 4일
  - 대한민국의 바둑 기사 김동희.
  - 튀르키예의 사격 가수 셰발 일라이다 타르한.
- 2월 5일 - 대한민국의 가수 정모. (CRAVITY)
- 2월 6일
  - 영국의 축구 선수 코너 갤러거.
  - 노르웨이의 축구 선수 예르겐 스트란드 라르센.
- 2월 7일
  - 대한민국의 축구 선수 김진규.
  - 대한민국의 가수 시호.
- 2월 8일 - 대한민국의 성우 이우리. (~2024년)
- 2월 9일
  - 대한민국의 배우 박우림.
  - 대한민국의 리그 오브 레전드 프로게이머 말랑.
  - 중화인민공화국의 탁구 선수 왕만위.
- 2월 10일 - 대한민국의 야구 선수 김영규.
- 2월 11일
  - 대한민국의 스트리머 양아지.
  - 대한민국의 리그 오브 레전드 프로게이머 칸나.
- 2월 12일
  - 일본의 배우 카와즈 아스카.
  - 대한민국의 배우 김지민.
  - 대한민국의 축구 선수 김민준.
- 2월 13일 - 대한민국의 가수, 모델 한이슬.
- 2월 14일
  - 조선민주주의인민공화국의 탁구 선수 리정식.
  - 대한민국의 가수 정훈.
- 2월 16일
  - 대한민국의 바둑 기사 신재원.
  - 대한민국의 발로란트 프로게이머 스택스
  - 필리핀의 체조 선수 카를로스 율로.
- 2월 17일 - 대한민국의 아이돌 용희. (CIX)
- 2월 19일 - 일본의 아이돌 모리토 치사키. (컨트리걸즈, 모닝구무스메'17)
- 2월 20일 - 헝가리의 수영 선수 밀라크 크리슈토프.
- 2월 21일
  - 대한민국의 가수 이경윤. (DKZ)
  - 일본의 가수 하루.
- 2월 22일
  - 대한민국의 유튜버 논리왕 전기.
  - 대한민국의 아나운서 전세희.
  - 미국의 축구 선수 티머시 웨아.
- 2월 23일
  - 대한민국의 야구 선수 김건.
  - 대한민국의 가수 진제이.
  - 네덜란드의 육상 선수 펨커 볼.
- 2월 24일 - 대한민국의 사격 선수 장국회.
- 2월 25일 - 대한민국의 리그 오브 레전드 프로게이머 덕담.
- 2월 26일
  - 대한민국의 축구 선수 최민수.
  - 대한민국의 가수 현빈.
  - 캐나다의 수영 선수 마거릿 맥 닐.
- 2월 28일
  - 일본의 배우, 가수 카미시라이시 모카.
  - 이탈리아의 축구 선수 모이스 켄.
- 2월 29일
  - 대한민국의 가수 현서.
  - 스페인의 축구 선수 페란 토레스.
  - 대한민국의 인터넷 방송인 백크.

### 3월
- 3월 1일
  - 대한민국의 야구 선수 윤수녕.
  - 이집트의 근대5종 선수 아흐마드 알진디.
- 3월 2일 - 프랑스의 축구 선수 일란 멜리에.
- 3월 3일
  - 대한민국의 축구 선수 박재용.
  - 대한민국의 축구 선수 김민섭.
- 3월 4일 - 대한민국의 가수, 배우 박영훈.
- 3월 5일
  - 대한민국의 배우 겸 방송인 정성영.
  - 대한민국의 가수, 유튜버 영둥이.
  - 중화인민공화국의 역도 선수 리원원.
- 3월 6일 - 대한민국의 가수 에이첸.
- 3월 7일 - 대한민국의 가수 지풀.
- 3월 8일
  - 대한민국의 배구 선수 김다희.
  - 대한민국의 배우 최설.
- 3월 9일 - 대한민국의 가수, 배우 현준 (더보이즈).
- 3월 10일 - 대한민국의 배우 장여빈.
- 3월 11일 - 대한민국의 리그 오브 레전드 프로게이머 황성훈.
- 3월 12일 - 대한민국의 리그 오브 레전드 프로게이머 표식.
- 3월 13일
  - 대한민국의 가수 예예빈.
  - 오스트레일리아의 육상 선수 애슐리 멀로니.
- 3월 14일
  - 대한민국의 가수 지훈 (트레저).
  - 일본의 바둑 기사 오니시 류헤이.
- 3월 15일 - 대한민국의 가수 혁. (오메가엑스)
- 3월 17일
  - 대한민국의 사격 선수 금지현.
  - 대한민국의 바둑 기사 신진서.
  - 대한민국의 야구 선수 정우준.
- 3월 18일 - 대한민국의 가수 이신. (GHOST9)
- 3월 19일 - 대한민국의 가수 신영.
- 3월 20일
  - 대한민국의 래퍼 현진 (Stray Kids).
  - 대한민국의 축구 선수 임지훈.
  - 프랑스의 카누 선수 니콜라 제스탱.
- 3월 21일 - 대한민국의 가수 윤산하 (아스트로).
- 3월 23일 - 중국의 가수 런쥔 (NCT).
- 3월 24일 - 대한민국의 야구 선수 서동욱.
- 3월 25일
  - 대한민국의 축구 선수 김태환.
  - 튀르키예의 축구 선수 오잔 카바크.
  - 잉글랜드의 축구 선수 제이든 산초.
  - 미국의 육상 선수 셔캐리 리처드슨.
- 3월 26일 - 벨기에의 체조 선수 니나 데르발.
- 3월 27일
  - 미국의 가수, 배우 핼리 베일리.
  - 대한민국의 야구 선수 이준호.
  - 캐나다의 배우 소피 넬리스.
- 3월 28일 - 튀르기예의 가수 알레이나 틸키.
- 3월 29일
  - 대한민국의 가수 송지현.
  - 일본의 아이돌 에고 유나. (SKE48)
- 3월 30일 - 일본의 가수, 배우 요 마리우스.
- 3월 31일 - 대한민국의 가수 리니.

### 4월
- 4월 1일 - 잉글랜드의 축구 선수 리안 브루스터.
- 4월 2일 - 대한민국의 축구 선수 문경민.
- 4월 3일
  - 대한민국의 야구 선수 김윤식.
  - 대한민국의 연합뉴스TV 기상 캐스터 조민주.
  - 이스라엘의 유도 선수 인바르 라니르.
- 4월 4일 - 대한민국의 배우 김은비.
- 4월 5일 - 대한민국의 리그 오브 레전드 프로게이머 프린스.
- 4월 6일
  - 미국의 배우 CJ 애덤스.
  - 대한민국의 야구 선수 원태인.
- 4월 7일
  - 대한민국의 농구 선수 박지현.
  - 대한민국의 축구 선수 이준석.
  - 대한민국의 리그 오브 레전드 프로게이머 엔비.
  - 프랑스의 펜싱 선수 세바스티앵 파트리스.
- 4월 8일 - 대한민국의 축구 선수 김범수.
- 4월 9일
  - 미국의 가수 재키 이베잉코.
  - 일본의 피겨스케이팅 선수 사카모토 가오리.
  - 캐나다의 프리스타일 스키 선수 마리옹 테노.
  - 포르투갈의 축구 선수 티아구 잘로.
- 4월 10일
  - 대한민국의 래퍼 옥시노바.
  - 대한민국의 축구 선수 박수완.
  - 프랑스의 양궁 선수 리자 바르블랭.
- 4월 11일
  - 대한민국의 스피드스케이팅 선수 김민지.
  - 대한민국의 가수 카리나.
  - 미국의 배우 모건 랠리.
- 4월 12일 - 대한민국의 래퍼 선우 (더 보이즈).
- 4월 13일 - 미국의 가수 낸시 (모모랜드).
- 4월 14일
  - 대한민국의 배우 문상민.
  - 대한민국의 야구 선수 김도환.
  - 일본의 탁구 선수 히라노 미우.
  - 이탈리아의 태권도 선수 시모네 알레시오.
- 4월 15일
  - 대한민국의 배우 홍태의.
  - 대한만국의 배우 유준.
- 4월 16일 - 대한민국의 태권도 선수 장준.
- 4월 17일
  - 이탈리아의 펜싱 선수 톰마소 마리니.
  - 대한민국의 가수 혁.
- 4월 18일 - 대한민국의 모델, BJ, 전 영화배우, 전 가수 채승하. (바바)
- 4월 19일 - 대한민국의 사격 선수 박하준.
- 4월 20일 - 대한민국의 래퍼 빈첸.
- 4월 22일 - 대한민국의 카트라이더 프로게이머 김의열.
- 4월 23일
  - 대한민국의 가수 제노 (NCT).
  - 미국의 스노보드 선수 클로이 김.
- 4월 24일 - 대한민국의 아나운서 김민서.
- 4월 25일
  - 대한민국의 배우 정다빈.
  - 일본의 축구 선수 이노우에 시온.
- 4월 26일
  - 대한민국의 바둑 기사 박현수.
  - 대한민국의 가수 이수호.
  - 일본의 성우 노구치 이오리.
- 4월 27일
  - 대한민국의 래퍼 불리 다 바스타드.
  - 대한민국의 래퍼 BE'O.
  - 대한민국의 축구 선수 김정원.
- 4월 28일 - 대한민국의 보치아 선수 고건.
- 4월 29일 - 대한민국의 가수 미소.
- 4월 30일 - 일본의 아이돌 히와타시 유이. (AKB48)

### 5월
- 5월 1일 - 대한민국의 연극배우 지동건.
- 5월 2일
  - 대한민국의 야구 선수 홍종표.
  - 영국의 수영 선수 톰 딘.
- 5월 3일 - 우즈베키스탄의 태권도 선수 스베틀라나 오시포바.
- 5월 4일 - 대한민국의 치어리더 목나경.
- 5월 5일
  - 중국의 아이돌 가수 쑨전니.
  - 오스트레일리아의 수영 선수 일라이자 위닝턴.
  - 일본의 가수, 배우, 모델 요다 유키. (노기자카46)
- 5월 6일 - 대한민국의 가수 Woshi.
- 5월 7일 - 대한민국의 축구 선수 이수빈.
- 5월 8일
  - 대한민국의 리그 오브 레전드 프로게이머 전태권.
  - 대한민국의 야구 선수 김건웅.
  - 대한민국의 리그 오브 레전드 프로게이머 디스트로이.
  - 일본의 배우 오노 리나.
- 5월 9일 - 대한민국의 배우 정인서.
- 5월 10일
  - 대한민국의 가수 배진영 (워너원, CIX).
  - 대한민국의 바둑 기사 박진영.
  - 조선민주주의인민공화국의 레슬링 선수 최효경.
  - 중화인민공화국의 태권도 선수 궈칭.
- 5월 11일 - 중화인민공화국의 탁구 선수 왕추친.
- 5월 13일 - 대한민국의 가수 하늘.
- 5월 14일 - 대한민국의 가수 이채영 (fromis_9).
- 5월 15일 - 대한민국의 가수 요시.
- 5월 16일 - 대한민국의 치어리더 이금주.
- 5월 17일 - 일본의 유튜버 토모.
- 5월 18일
  - 대한민국의 가수 온다. (에버글로우)
  - 잉글랜드의 축구 선수 라이언 세세뇽.
- 5월 19일 - 대한민국의 컬링 선수 하승연.
- 5월 20일
  - 대한민국의 가수 ONLEE.
  - 일본의 가수 아사이 나나미. (AKB48)
- 5월 21일 - 대한민국의 가수 Bel (더스틴).
- 5월 22일
  - 대한민국의 가수 양예나 (에이프릴).
  - 일본의 아이돌 오노우에 미즈키☁
- 5월 24일 - 스위스의 축구 선수 노아 오카포르.
- 5월 25일
  - 대한민국의 연극배우 박채린.
  - 대한민국의 리그 오브 레전드 프로게이머 엘림.
- 5월 26일 - 대한민국의 가수 예지 (ITZY).
- 5월 27일 - 대한민국의 래퍼 허다니엘.
- 5월 28일
  - 잉글랜드의 축구 선수 필 포든.
  - 영국의 싱어송라이터 메이지 피터스.
- 5월 29일 - 대한민국의 가수 장예진.
- 5월 30일 - 대한민국의 래퍼, 범죄자 노엘.
- 5월 31일 - 대한민국의 수영 선수 백인철.

### 6월
- 6월 1일
  - 미국의 배우 윌로 실즈.
  - 대한민국의 가수 이나경 (fromis_9).
- 6월 2일
  - 대한민국의 배우 우지한.
  - 대한민국의 뮤지컬 배우 최혁준.
  - 미국의 배우 릴리마르 에르난데스.
- 6월 3일 - 대한민국의 쇼트트랙 선수 이준서.
- 6월 4일
  - 대한민국의 래퍼 이로한.
  - 대한민국의 가수 정훈.
- 6월 5일 - 대한민국의 축구 선수 김민서.
- 6월 6일 - 대한민국의 가수 해찬 (NCT).
- 6월 7일
  - 일본의 축구 선수 세코 아유무.
  - 대한민국의 리그 오브 레전드 프로게이머 드레드.
- 6월 8일 - 대한민국의 배구 선수 이예솔.
- 6월 9일 - 대한민국의 축구 선수 김정현.
- 6월 10일 - 대한민국의 가수 김동훈.
- 6월 12일
  - 대한민국의 배우 박유선.
  - 대한민국의 리그 오브 레전드 프로게이머 야하롱.
  - 중화인민공화국의 사격 선수 셰위.
- 6월 13일
  - 중화인민공화국의 바둑 기사 딩하오.
  - 대한민국의 인플루언서 최지효.
- 6월 14일
  - 대한민국의 배우 남대정.
  - 대한민국의 야구 선수 김창평.
- 6월 15일 - 중화민국의 첼로 연주자 어우양나나.
- 6월 16일 - 중국의 가수, 래퍼 판청청.
- 6월 17일
  - 대한민국의 가수 용승.
  - 미국의 육상 선수 마사이 러셀.
- 6월 19일 - 대한민국의 가수 이제.
- 6월 20일 - 이라크의 축구 선수 모하나드 알리.
- 6월 23일 - 대한민국의 배우 김현수.
- 6월 24일 - 대한민국의 야구 선수 최정원.
- 6월 25일 - 대한민국의 가수 세현.
- 6월 26일 - 대한민국의 유튜버 원츄.
- 6월 27일 - 대한민국의 베드민턴 선수 정나은.
- 6월 28일 - 중화인민공화국의 양궁 선수 양샤오레이.
- 6월 30일 - 대한민국의 배우 박은우.

### 7월
- 7월 1일 - 대한민국의 가수 블루디.
- 7월 2일 - 몰도바의 유도 선수 아딜 오스마노브.
- 7월 3일 - 대한민국의 축구 선수 김성민.
- 7월 4일 - 대한민국의 가수 로렌.
- 7월 5일 - 대한민국의 배우, 유튜버 한지효.
- 7월 6일 - 미국의 농구 선수 자이언 윌리엄슨.
- 7월 7일
  - 대한민국의 래퍼, 고등래퍼2 우승자 김하온.
  - 일본의 탁구 선수 하야타 히나.
- 7월 8일 - 미국의 배우 소피 니와이더. (~2025년)
- 7월 9일
  - 일본의 유도 선수 소네 아키라.
  - 중화인민공화국의 쇼트트랙 선수 궁리.
- 7월 10일
  - 대한민국의 야구 선수 김현수.
  - 중화인민공화국의 사격 선수 양첸.
- 7월 11일 - 대한민국의 가수 이주영.
- 7월 12일 - 브라질의 축구 선수 비니시우스 주니오르.
- 7월 13일 - 대한민국의 가수 혜진.
- 7월 14일
  - 일본의 유도 선수 아베 우타.
  - 쿠바의 복싱 선수 에리슬란디 알바레스.
- 7월 15일 - 일본의 가수 스즈키 아야미.
- 7월 17일 - 중국의 가수 및 무용가 간왕씽.
- 7월 18일 - 대한민국의 배우 김상우.
- 7월 19일 - 대한민국의 야구 선수 문보경.
- 7월 20일
  - 대한민국의 작가 이다은.
  - 대한민국의 리그 오브 레전드 프로게이머 에이밍.
  - 대한민국의 야구 선수 남호.
- 7월 21일
  - 노르웨이의 축구 선수 엘링 브레우트 홀란.
  - 대한민국의 가수 리아 (ITZY).
  - 대한민국의 배우 박가람.
- 7월 22일
  - 대한민국의 가수 프리다앤.
  - 대한민국의 리그 오브 레전드 프로게이머 도란.
  - 대한민국의 리그 오브 레전드 프로게이머 쇼메이커.
- 7월 23일 - 일본 여성 아이돌 그룹 SKE48 팀E 와 러브 크레센도 와 무시카고의 멤버 고토 라라.
- 7월 24일 - 대한민국의 축구 선수 이성민.
- 7월 25일
  - 대한민국의 배우 성유빈.
  - 대한민국의 야구 선수 문지윤.
  - 중국의 가수 장하오.
  - 대한민국의 축구 선수 이형석.
- 7월 26일
  - 대한민국의 작곡가 박예찬.
  - 뉴질랜드의 배우 토머신 매켄지.
  - 조지아의 유도 선수 라샤 베카우리.
  - 이란의 태권도 선수 메흐란 바르호르다리.
  - 튀니지의 태권도 선수 피라스 카투시.
- 7월 27일 - 미국의 배우 서배너 리 스미스.
- 7월 28일 - 잉글랜드의 축구 선수 에밀 스미스 로.
- 7월 29일 - 대한민국의 축구 선수 추효주.
- 7월 30일 - 태국의 배우 겸 싱어송라이터 야니네 바이겔.
- 7월 31일 - 대한민국의 배우 김새론. (~2025년)

### 8월
- 8월 1일
  - 대한민국의 가수 김채원 (아이즈원).
  - 대한민국의 역도 선수 이선미.
  - 일본의 아이들 후쿠오카 세이나. (AKB48)
- 8월 2일
  - 대한민국의 가수 노아.
  - 대한민국의 가수 이젤.
  - 가나의 축구 선수 모하메드 쿠두스.
- 8월 3일 - 대한민국의 래퍼 Hyeminsong.
- 8월 4일 - 에콰도르의 축구 선수 작손 포로소.
- 8월 5일
  - 대한민국의 배우 정지우.
  - 대한민국의 배우 조아람.
- 8월 6일 - 대한민국의 가수 수미.
- 8월 7일 - 대한민국의 농구 선수 이소희.
- 8월 8일
  - 대한민국의 리그 오브 레전드 프로게이머 쿠리.
  - 캐나다의 테니스 선수 펠릭스 오제 알리아심.
- 8월 9일
  - 대한민국의 배우 김향기.
  - 대한민국의 리그 오브 레전드 프로게이머 고리.
  - 대한민국의 쇼트트랙 선수 김건희.
  - 대한민국의 야구 선수 송명기.
- 8월 10일 - 일본의 아이돌 타나카 나츠미.
- 8월 11일
  - 대한민국의 야구 선수 고승민.
  - 대한민국의 아티스틱스위밍 선수 이리영.
  - 대한민국의 펜싱 선수 최세빈.
  - 말레이시아의 아이돌 야마네 스즈하. (KLP48)
- 8월 12일
  - 대한민국의 축구 선수 제갈재민 (대구 FC).
  - 대한민국의 래퍼 근수.
- 8월 13일
  - 대한민국의 가수 재민 (NCT).
  - 미국의 배우 앤서니 키번.
- 8월 14일 - 일본의 프로 야구 선수 모리시타 쇼타.
- 8월 15일 - 오스트레일리아의 싱어송라이터 톤스 앤 아이.
- 8월 16일
  - 대한민국의 가수 재윤 (TOO).
  - 대한민국의 치어리더 김민기.
- 8월 17일 - 미국의 래퍼 릴 펌.
- 8월 18일 - 대한민국의 가수 구슬. (소녀주의보)
- 8월 20일 - 일본의 전 가수 나카노 이쿠미. (AKB48)
- 8월 21일
  - 대한민국의 배구 선수 이주아.
  - 대한민국의 배우 이지완.
  - 일본의 배우 오쿠노 소우.
- 8월 22일 - 대한민국의 리그 오브 레전드 프로게이머 페이트.
- 8월 24일
  - 대한민국의 가수 최보민 (골든차일드).
  - 중국의 가수 류위.
- 8월 25일 - 대한민국의 가수 Toru.
- 8월 26일
  - 대한민국의 배우 박자윤.
  - 대한민국의 야구 선수 이승민.
- 8월 28일
  - 대한민국의 가수 레이첼 (에이프릴).
  - 미국 태생 일본의 유도 선수 무라오 산시로.
  - 중화인민공화국의 쇼트트랙 선수 쑨룽.
  - 미국의 배우 노아 코헨.
- 8월 29일 - 일본의 배우 하마베 미나미.
- 8월 30일 - 대한민국의 가수 백다연.
- 8월 31일 - 영국의 축구 선수 안젤 고메스.

### 9월
- 9월 1일
  - 일본의 배우 다이고 코타로.
  - 대한민국의 배우 진호은.
  - 대한민국의 유도 선수 김민종.
- 9월 2일 - 대한민국의 야구 선수 박승규.
- 9월 4일
  - 대한민국의 래퍼 지원. (체리블렛)
  - 대한민국의 수영 선수 이유연.
- 9월 5일 - 대한민국의 치어리더 박소영.
- 9월 6일 - 대한민국의 연극배우 이다은.
- 9월 7일
  - 대한민국의 배우 김민철.
  - 대한민국의 야구 선수 박지훈.
  - 대한민국의 가수 이은성.
  - 오스트레일리아의 수영 선수 아리안 티트머스.
- 9월 8일 - 대한민국의 쇼트트랙 선수 김건희.
- 9월 9일
  - 대한민국의 배우 강안나.
  - 대한민국의 치어리더 김이서.
  - 대한민국의 배우 송예빈.
  - 대한민국의 배우 이형석.
  - 대한민국의 가수 준규.
- 9월 10일 - 중화인민공화국의 태권도 선수 량위솨이.
- 9월 11일 - 대한민국의 문학가, 작가 류이삭.
- 9월 12일 - 일본의 여성 아이돌 사카모토 에레나.
- 9월 13일 - 대한민국의 야구 선수 김도현.
- 9월 14일
  - 대한민국의 펜싱 선수 박상원.
  - 대한민국의 래퍼 한 (stray kids).
  - 웨일스의 축구 선수 이선 암파두.
- 9월 15일
  - 오스트레일리아의 래퍼 필릭스 (stray kids).
  - 대한민국의 배우 이채민.
  - 대한민국의 야구 선수 김동혁.
- 9월 16일
  - 대한민국의 배우 윤가이.
  - 대한민국의 가수 Roon.
- 9월 17일
  - 대한민국의 축구 선수 김태현.
  - 대한민국의 가수 태선.
- 9월 18일 - 일본의 아이돌 후지이 나오키.
- 9월 19일
  - 노르웨이의 육상 선수 야코브 잉에브릭트센.
  - 대한민국의 배우 이예인.
- 9월 21일
  - 대한민국의 미국계 가수 겸 방송인 마리아 리스.
  - 대한민국의 가수 천성훈.
- 9월 22일
  - 대한민국의 가수 승민 (stray kids).
  - 대한민국의 배우 송채윤.
- 9월 23일 - 대한민국의 가수 준영.
- 9월 25일
  - 대한민국의 축구 선수 김원준.
  - 일본의 가수, 싱어송라이터 이쿠타 리라 (요아소비).
- 9월 26일 - 미국의 인터넷 방송인, 악성 여행객 조니 소말리.
- 9월 27일
  - 아르헨티나의 축구 선수 토마스 포초.
  - 대한민국의 가수 희주.
- 9월 28일
  - 대한민국의 배우 안도규.
  - 코소보의 유도 선수 라우라 파즐리우.
- 9월 29일 - 대한민국의 배우 류다인.
- 9월 30일 - 대한민국의 배우 윤서아.

### 10월
- 10월 3일 - 대한민국의 리그 오브 레전드 프로게이머 비스타.
- 10월 4일
  - 대한민국의 전직 카트라이더 프로게이머 신종민.
  - 대한민국의 야구 선수 이승재.
- 10월 5일 - 일본의 성우 마치야마 세리나.
- 10월 6일 - 대한민국의 가수 루아 (위키미키).
- 10월 7일
  - 대한민국의 농구 선수 선가희. (~2022년)
  - 대한민국의 바둑 기사 김민정.
- 10월 8일 - 대한민국의 배우 가람.
- 10월 9일
  - 일본의 권투 선수 이리에 세나.
  - 대한민국의 가수 한담.
- 10월 10일
  - 중화민국의 가수 양양 (WayV).
  - 대한민국의 리그 오브 레전드 프로게이머 트리거.
  - 일본의 아이돌 사노 유다이.
  - 대한민국의 배우 이소이.
- 10월 11일 - 대한민국의 가수 카일리.
- 10월 12일 - 대한민국의 가수, 배우 종호.
- 10월 13일 - 대한민국의 배우 강수한.
- 10월 14일 - 대한민국의 리그 오브 레전드 프로게이머 이가을.
- 10월 15일 - 대한민국의 래퍼 H2ADIN.
- 10월 16일
  - 일본의 배우 야기 유키.
  - 대한민국의 가수 우빈.
- 10월 17일
  - 대한민국의 태권도 선수 김유진.
  - 대한민국의 가수 앤 (공원소녀).
- 10월 18일 - 대한민국의 축구 선수 서진수.
- 10월 19일
  - 대한민국의 가수 희진 (이달의 소녀).
  - 대한민국의 리그 오브 레전드 프로게이머 바이퍼.
- 10월 20일
  - 대한민국의 축구 선수 김진영.
  - 대한민국의 작가 이현진.
- 10월 21일 - 대한민국의 가수, 아이돌 손준형. (GHOST9)
- 10월 22일 - 미국의 축구 선수 브렌든 에런슨.
- 10월 23일
  - 대한민국의 가수 현엽.
  - 대한민국의 농구 선수 이현중.
  - 대한민국의 가수 정슬.
- 10월 24일
  - 대한민국의 배우 차우민.
  - 자메이카의 육상 선수 웨인 피넉.
  - 헝가리의 근대5종 선수 구야시 미셸.
  - 일본의 여성 아이돌 아키요시 유카.
- 10월 25일 - 대한민국의 뮤지컬배우 황지현.
- 10월 26일 - 대한민국의 가수 홍다연.
- 10월 27일 - 대한민국의 축구 선수 고준영.
- 10월 28일 - 대한민국의 야구 선수 송승환.
- 10월 29일 - 대한민국의 뮤지컬 배우 겸 방송인 김시은.
- 10월 30일
  - 대한민국의 래퍼 칸.
  - 일본의 가수 지젤.
- 10월 31일 - 미국의 배우 밎 가수 윌로우 시미스.

### 11월
- 11월 1일
  - 일본의 가수 코코로.
  - 대한민국의 축구 선수 박지원.
- 11월 2일
  - 대한민국의 가수 J.YOU (TO1).
  - 캐나다의 축구 선수 알폰소 데이비스.
  - 대한민국의 전직 오버워치 프로게이머 학살.
  - 대한민국의 리그 오브 레전드 프로게이머 카나비.
- 11월 3일
  - 이탈리아의 태권도 선수 비토 델라퀼라.
- 11월 4일 - 중화인민공화국의 탁구 선수 쑨잉사.
- 11월 5일
  - 대한민국의 야구 선수 서준원.
  - 중국의 가수 리자리. (AKB48 Team SH)
- 11월 7일 - 잉글랜드의 축구 선수 캘럼 허드슨오도이.
- 11월 8일
  - 중국의 가수 겸 배우 왕위안.
  - 일본의 가수 쿠라노오 나루미. (AKB48)
  - 대한민국의 배구 선수 박혜민.
  - 대한민국의 리그 오브 레전드 프로게이머 카라스.
- 11월 9일 - 대한민국의 인터넷 방송인 과즙세연.
- 11월 10일
  - 미국의 배우 매켄지 포이.
  - 대한민국의 배우 박준목.
- 11월 11일 - 대한민국의 가수 아륜.
- 11월 13일 - 대한민국의 가수 이민욱.
- 11월 14일 - 대한민국의 가수, 배우 박시연.
- 11월 15일
  - 대한민국의 가수 현진 (이달의 소녀).
  - 대한민국의 래퍼 양승호.
  - 대한민국의 래퍼 소코도모.
- 11월 16일 - 대한민국의 야구 선수 임준형.
- 11월 17일 - 베트남의 가수, 배우 한사라,
- 11월 18일 - 중국의 리그 오브 레전드 프로게이머 위원보.
- 11월 19일 - 대한민국의 가수 고원 (이달의 소녀).
- 11월 20일
  - 대한민국의 리그 오브 레전드 프로게이머 마스크.
  - 영국의 가수 코니 탤벗.
  - 일본의 레슬링 선수 구사카 나오.
- 11월 21일
  - 대한민국의 래퍼 권영훈.
  - 덴마크의 축구 선수 맷 오라일리.
- 11월 22일 - 미국의 배우 아울리이 크러발리오.
- 11월 23일
  - 대한민국의 가수 스티피.
  - 대한민국의 가수 은비.
- 11월 24일 - 대한민국의 축구 선수 박종현.
- 11월 25일
  - 일본의 배우 후쿠모토 리코.
  - 대한민국의 가수 쇼타로.
- 11월 27일 - 대한민국의 가수 로즈시아.
- 11월 28일
  - 중국의 가수 겸 배우 이양첸시.
  - 대한민국의 래퍼 이사벨라.
- 11월 30일
  - 대한민국의 가수 범승혁.
  - 대한민국의 배구 선수 이승준.

### 12월
- 12월 1일 - 대한민국의 가수 강석화 (위아이).
- 12월 2일
  - 대한민국의 리그 오브 레전드 프로게이머 클레버.
  - 일본의 배우 오사키 이치카.
  - 대한민국의 배우 우민규.
- 12월 3일
  - 대한민국의 야구 선수 이상영.
  - 대한민국의 야구 선수 노시환.
- 12월 4일 - 대한민국의 가수 보라비.
- 12월 5일
  - 대한민국의 가수 수빈 (투모로우바이투게더)
  - 대한민국의 축구 선수 김경수.
- 12월 6일 - 대한민국의 가수 연희 (로켓펀치).
- 12월 7일 - 대한민국의 가수 서민규.
- 12월 8일 - 중국의 가수 루티엔훼이.
- 12월 9일 - 대한민국의 인터넷 방송인 원정상.
- 12월 10일 - 대한민국의 가수 다온 (더스틴).
- 12월 11일 - 일본의 아이돌 마츠모토 히나타.
- 12월 12일
  - 대한민국의 축구 선수 김주성.
  - 대한민국의 유도 선수 김지수.
  - 대한민국의 축구 선수 이인규.
  - 미국의 배우 루커스 제이드 주먼.
- 12월 13일 - 대한민국의 가수 말리타부.
- 12월 14일 - 대한민국의 배우 최원홍.
- 12월 15일 - 대한민국의 피겨 스케이팅 선수 이시형.
- 12월 17일
  - 캐나다의 유튜버, 스트리머 Twomad. (~2024년)
  - 대한민국의 가수 비라.
- 12월 18일 - 대한민국의 축구 선수 고민우.
- 12월 19일 - 대한민국의 리그 오브 레전드 프로게이머 차희민.
- 12월 20일 - 중화인민공화국의 바둑 기사 랴오위안허.
- 12월 21일 - 대한민국의 배우 임채현.
- 12월 22일 - 대한민국의 가수 에릭 (더보이즈).
- 12월 23일 - 일본의 아이돌 사카구치 나기사. (AKB48)
- 12월 25일
  - 대한민국의 태권도 선수 배준서.
  - 대한민국의 정당인 김세연.
- 12월 26일 - 대한민국의 가수 김현호.
- 12월 27일 - 대한민국의 가수, 뮤지컬배우 MUU. (루나솔라)
- 12월 28일
  - 대한민국의 가수 이무진.
  - 일본의 야구 선수 하기오 마사야.
  - 브라질의 배우 겸 가수 라리사 마노엘라.
- 12월 29일 - 중국의 가수 이런 (에버글로우).
- 12월 30일 - 일본의 아이돌 쿠리야마 리나.
- 12월 31일 - 미국의 자동차 경주 선수 로건 사전트.

### 미상
- 대한민국의 가수 천지원.
- 대한민국의 사격 선수 김민수.
- 일본의 배우 이노리 키라라.

## 사망

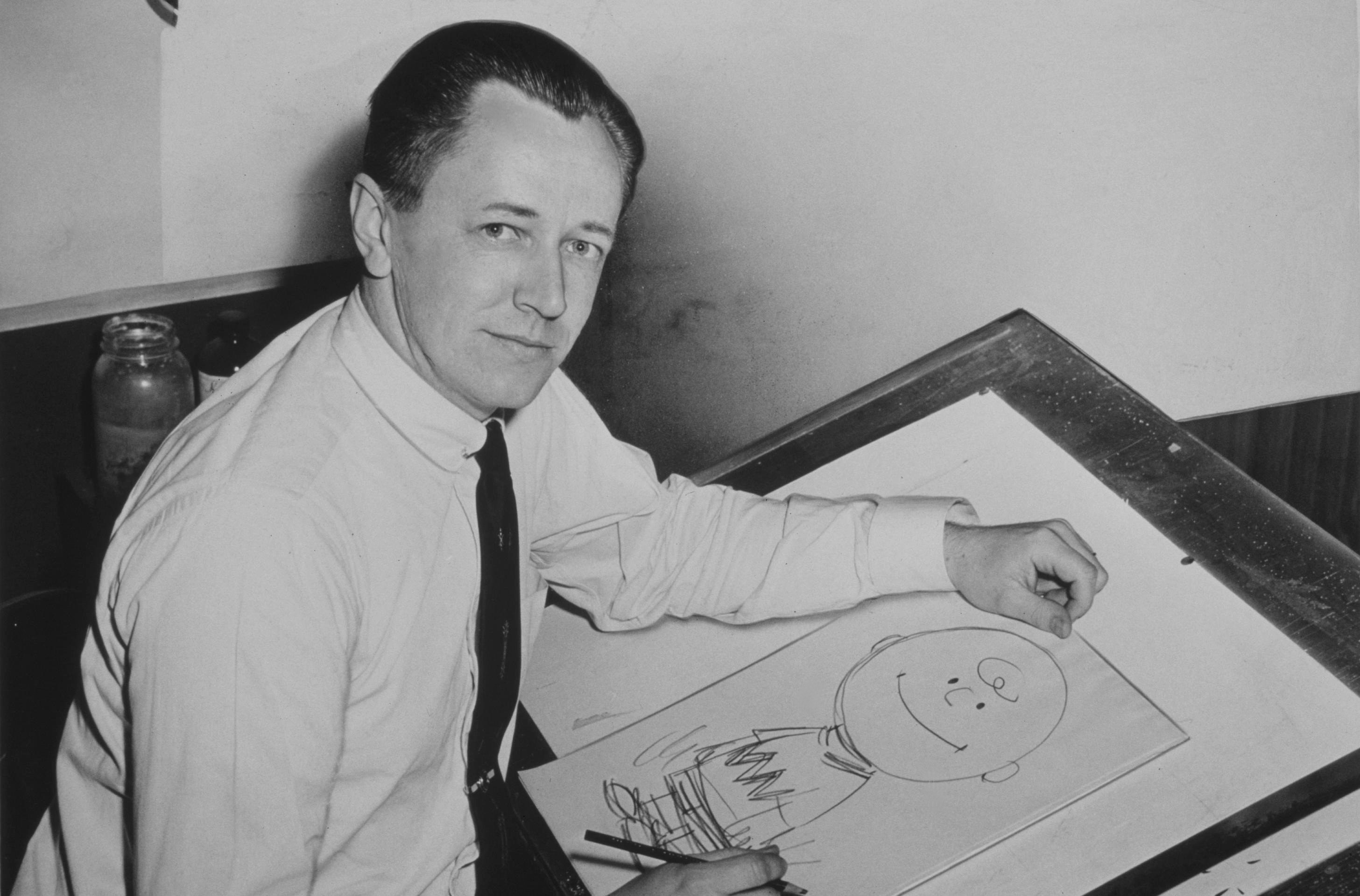
찰스 먼로 슐츠

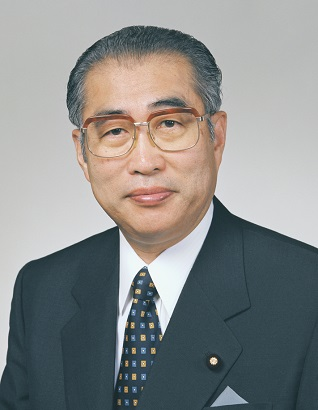
오부치 게이조

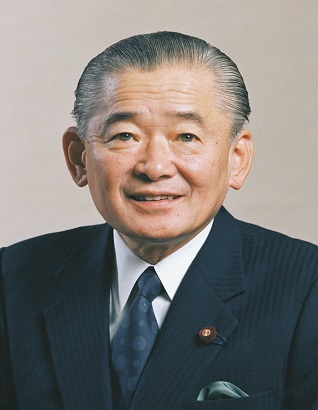
다케시타 노보루

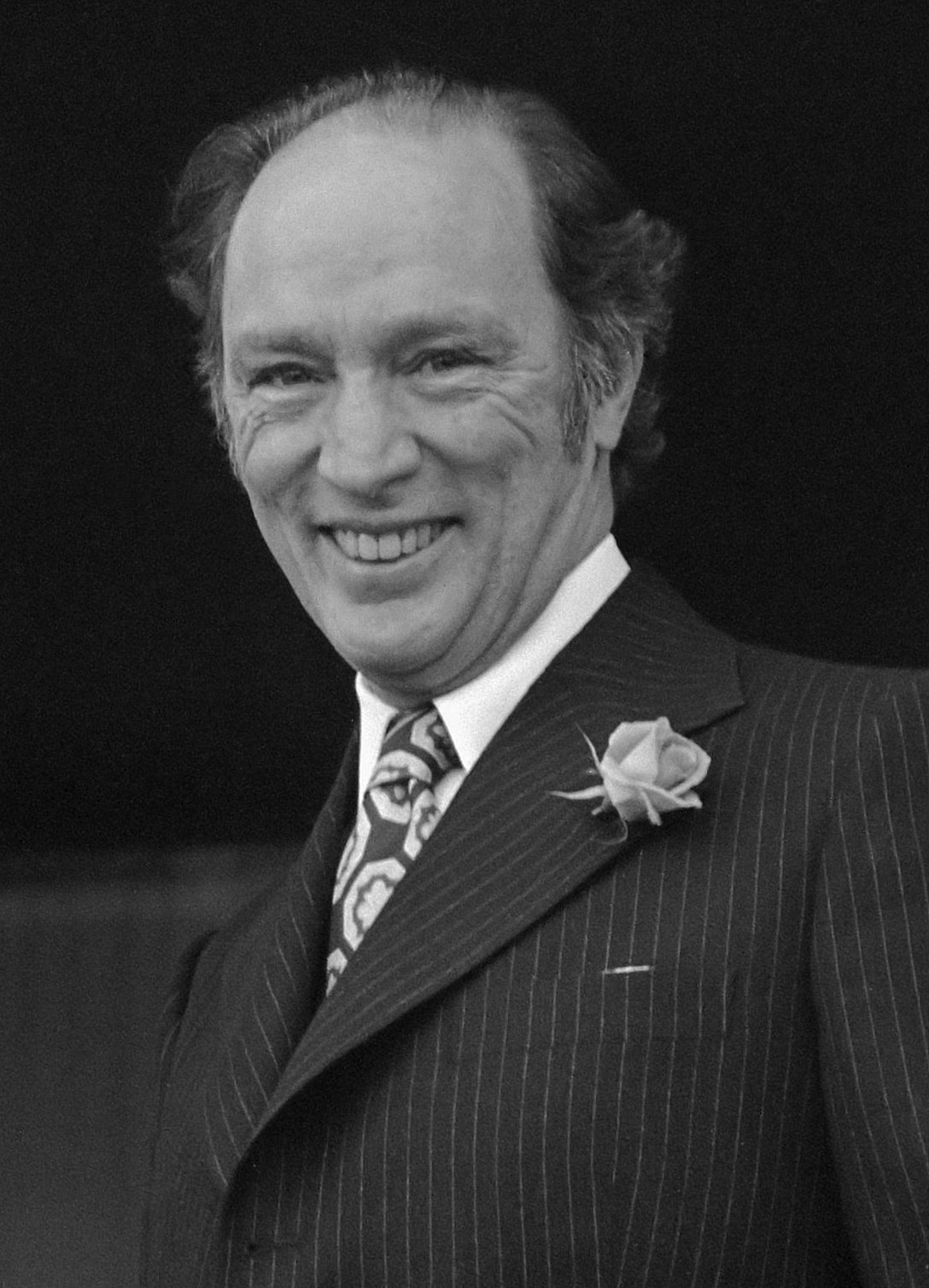
피에르 트뤼도

- 2월 11일 - 프랑스의 영화 감독 로제 바딤. (1928년~)
- 2월 12일 - 미국의 만화가 찰스 M. 슐츠. (1922년~)
- 2월 20일 - 러시아의 정치인 아나톨리 솝차크. (1937년~)
- 2월 23일 - 영국의 축구 선수, 축구 감독 스탠리 매슈스. (1915년~)
- 4월 7일 - 브라질의 축구 선수 모아시르 바르보자 나시멘투. (1921년~)
- 4월 19일 - 대한민국의 군인, 정치인 김복동. (1933년~)
- 5월 10일 - 일본의 성우 시오자와 카네토. (1954년~)
- 5월 14일 - 일본의 제84대 총리 오부치 게이조. (1937년~)
- 5월 27일 - 영국의 외교관 맥리호스오브비오크 남작 머레이 맥리호스 (1917년~)
- 6월 10일 - 시리아의 제2대 대통령 하페즈 알아사드. (1930년~)
- 6월 15일 - 대한민국의 가수 김환성 (NRG). (1981년~)
- 6월 19일 - 일본의 제74대 총리 다케시타 노보루. (1924년~)
- 7월 6일 - 폴란드의 피아니스트 브와디스와프 슈필만. (1911년~)
- 8월 12일 - 미국의 배우 로레타 영. (1913년~)
- 8월 24일 - 스위스의 킥복싱 선수 앤디 훅. (1964년~)
- 9월 2일 - 나치 독일 무장친위대의 장교 하인츠 하르멜. (1906년~)
- 9월 14일 - 대한민국의 소설가 황순원. (1915년~)
- 9월 28일 - 캐나다의 총리 피에르 앨리엇 트뤼도. (1919년~)
- 11월 22일 - 체코의 육상 선수 에밀 자토페크. (1922년~)
- 12월 22일 - 대한민국의 정치인 민경식. (1920년~)
- 12월 24일 - 대한민국의 시인 서정주. (1915년~)
- 12월 25일 - 미국의 철학자 윌러드 밴 오먼 콰인. (1908년~)

## 노벨상
- 경제학상: 제임스 헤크먼, 대니얼 맥패든
- 문학상: 가오싱젠
- 물리학상: 조레스 알페로프, 허버트 크뢰머, 잭 킬비
- 생리학 및 의학상: 아르비드 칼손, 폴 그린가드, 에릭 캔들
- 평화상: 김대중
- 화학상: 시라카와 히데키, 앨런 히거, 앨런 맥더미드

## 72회아카데미상수상
- 작품상: 아메리칸 뷰티
- 감독상: 샘 멘데스(아메리칸 뷰티)
- 남우주연상: 케빈 스페이시(아메리칸 뷰티)
- 여우주연상: 힐러리 스웽크(소년은 울지 않는다)
- 남우조연상: 마이클 케인(사이더 하우스)
- 여우조연상: 안젤리나 졸리(처음 만나는 자유)

## 달력
| 1월 |    |    |    |    |    |    |
| 일  | 월 | 화 | 수 | 목 | 금 | 토 |
|     |    |    |    |    |    | 1  |
| 2   | 3  | 4  | 5  | 6  | 7  | 8  |
| 9   | 10 | 11 | 12 | 13 | 14 | 15 |
| 16  | 17 | 18 | 19 | 20 | 21 | 22 |
| 23  | 24 | 25 | 26 | 27 | 28 | 29 |
| 30  | 31 |    |    |    |    |    |

| 2월 |    |    |    |    |    |    |
| 일  | 월 | 화 | 수 | 목 | 금 | 토 |
|     |    | 1  | 2  | 3  | 4  | 5  |
| 6   | 7  | 8  | 9  | 10 | 11 | 12 |
| 13  | 14 | 15 | 16 | 17 | 18 | 19 |
| 20  | 21 | 22 | 23 | 24 | 25 | 26 |
| 27  | 28 | 29 |    |    |    |    |

| 3월 |    |    |    |    |    |    |
| 일  | 월 | 화 | 수 | 목 | 금 | 토 |
|     |    |    | 1  | 2  | 3  | 4  |
| 5   | 6  | 7  | 8  | 9  | 10 | 11 |
| 12  | 13 | 14 | 15 | 16 | 17 | 18 |
| 19  | 20 | 21 | 22 | 23 | 24 | 25 |
| 26  | 27 | 28 | 29 | 30 | 31 |    |

| 4월 |    |    |    |    |    |    |
| 일  | 월 | 화 | 수 | 목 | 금 | 토 |
|     |    |    |    |    |    | 1  |
| 2   | 3  | 4  | 5  | 6  | 7  | 8  |
| 9   | 10 | 11 | 12 | 13 | 14 | 15 |
| 16  | 17 | 18 | 19 | 20 | 21 | 22 |
| 23  | 24 | 25 | 26 | 27 | 28 | 29 |
| 30  |    |    |    |    |    |    |

| 5월 |    |    |    |    |    |    |
| 일  | 월 | 화 | 수 | 목 | 금 | 토 |
|     | 1  | 2  | 3  | 4  | 5  | 6  |
| 7   | 8  | 9  | 10 | 11 | 12 | 13 |
| 14  | 15 | 16 | 17 | 18 | 19 | 20 |
| 21  | 22 | 23 | 24 | 25 | 26 | 27 |
| 28  | 29 | 30 | 31 |    |    |    |

| 6월 |    |    |    |    |    |    |
| 일  | 월 | 화 | 수 | 목 | 금 | 토 |
|     |    |    |    | 1  | 2  | 3  |
| 4   | 5  | 6  | 7  | 8  | 9  | 10 |
| 11  | 12 | 13 | 14 | 15 | 16 | 17 |
| 18  | 19 | 20 | 21 | 22 | 23 | 24 |
| 25  | 26 | 27 | 28 | 29 | 30 |    |

| 7월 |    |    |    |    |    |    |
| 일  | 월 | 화 | 수 | 목 | 금 | 토 |
|     |    |    |    |    |    | 1  |
| 2   | 3  | 4  | 5  | 6  | 7  | 8  |
| 9   | 10 | 11 | 12 | 13 | 14 | 15 |
| 16  | 17 | 18 | 19 | 20 | 21 | 22 |
| 23  | 24 | 25 | 26 | 27 | 28 | 29 |
| 30  | 31 |    |    |    |    |    |

| 8월 |    |    |    |    |    |    |
| 일  | 월 | 화 | 수 | 목 | 금 | 토 |
|     |    | 1  | 2  | 3  | 4  | 5  |
| 6   | 7  | 8  | 9  | 10 | 11 | 12 |
| 13  | 14 | 15 | 16 | 17 | 18 | 19 |
| 20  | 21 | 22 | 23 | 24 | 25 | 26 |
| 27  | 28 | 29 | 30 | 31 |    |    |

| 9월 |    |    |    |    |    |    |
| 일  | 월 | 화 | 수 | 목 | 금 | 토 |
|     |    |    |    |    | 1  | 2  |
| 3   | 4  | 5  | 6  | 7  | 8  | 9  |
| 10  | 11 | 12 | 13 | 14 | 15 | 16 |
| 17  | 18 | 19 | 20 | 21 | 22 | 23 |
| 24  | 25 | 26 | 27 | 28 | 29 | 30 |

| 10월 |    |    |    |    |    |    |
| 일   | 월 | 화 | 수 | 목 | 금 | 토 |
| 1    | 2  | 3  | 4  | 5  | 6  | 7  |
| 8    | 9  | 10 | 11 | 12 | 13 | 14 |
| 15   | 16 | 17 | 18 | 19 | 20 | 21 |
| 22   | 23 | 24 | 25 | 26 | 27 | 28 |
| 29   | 30 | 31 |    |    |    |    |

| 11월 |    |    |    |    |    |    |
| 일   | 월 | 화 | 수 | 목 | 금 | 토 |
|      |    |    | 1  | 2  | 3  | 4  |
| 5    | 6  | 7  | 8  | 9  | 10 | 11 |
| 12   | 13 | 14 | 15 | 16 | 17 | 18 |
| 19   | 20 | 21 | 22 | 23 | 24 | 25 |
| 26   | 27 | 28 | 29 | 30 |    |    |

| 12월 |    |    |    |    |    |    |
| 일   | 월 | 화 | 수 | 목 | 금 | 토 |
|      |    |    |    |    | 1  | 2  |
| 3    | 4  | 5  | 6  | 7  | 8  | 9  |
| 10   | 11 | 12 | 13 | 14 | 15 | 16 |
| 17   | 18 | 19 | 20 | 21 | 22 | 23 |
| 24   | 25 | 26 | 27 | 28 | 29 | 30 |
| 31   |    |    |    |    |    |    |

### 음양력 대조 일람
| 음력월 | 월건 | 대소 | 음력 1일의 양력 월일 | 음력 1일 간지 |
| ------ | ---- | ---- | -------------------- | ------------- |
| 1월    | 무인 | 대   | 2월 5일              | 계사          |
| 2월    | 기묘 | 대   | 3월 6일              | 계해          |
| 3월    | 경진 | 소   | 4월 5일              | 계사          |
| 4월    | 신사 | 소   | 5월 4일              | 임술          |
| 5월    | 임오 | 대   | 6월 2일              | 신묘          |
| 6월    | 계미 | 소   | 7월 2일              | 신유          |
| 7월    | 갑신 | 소   | 7월 31일             | 경인          |
| 8월    | 을유 | 대   | 8월 29일             | 기미          |
| 9월    | 병술 | 소   | 9월 28일             | 기축          |
| 10월   | 정해 | 대   | 10월 27일            | 무오          |
| 11월   | 무자 | 대   | 11월 26일            | 무자          |
| 12월   | 기축 | 소   | 12월 26일            | 무오          |

## 같이 보기
- 2000년 문제